# Science forensique
L’analyse scientifique de cas, appelée par calque de l'anglais science forensique ou la forensique,, regroupe l'ensemble des méthodes d'analyse fondées sur les sciences (chimie, physique, biologie, neurosciences, informatique, mathématique, imagerie, statistique) afin de servir au travail d'investigation de manière large. 
Cette analyse scientifique a pour but « la découverte de faits, l'amélioration des connaissances ou la résolution de doutes et de problèmes. Concrètement, il s'agit d'une recherche poussée d'informations, avec le but de l'exhaustivité dans la découverte des informations inconnues au début de l'enquête et parfois la volonté de publication des informations collectées. »
Elle englobe les méthodes de police scientifique, de juricomptabilité, d'informatique forensique, de médecine légale (analyse physiologique et psychiatrique), d'intelligence stratégique et de renseignement.
L'analyse forensique est enseignée, par exemple à l'École des sciences criminelles de l'université de Lausanne en Suisse, à la « CY Forensic School » de CY Cergy Paris Université en France,, au pôle d'enseignement supérieur Saint Joseph-La Salle de Lorient, en Bretagne, ou bien encore en interaction avec le data mining à Sciences Po. 

## Étymologie
Le terme de « forensique » vient de l'anglais forensic, lui-même dérivé du latin forum désignant une « place publique » ou un « lieu de jugement ». Le principe de la forensique est la mise en lumière par l'investigation. 
À la « preuve », issue du vocabulaire de la police, la forensique préférera la « trace ». En ce sens la forensique a pu être définie comme suit :  « La science forensique propose une réflexion épistémologique en recherchant une unité au travers de l’étude de la trace et de son potentiel informatif considérable, son objectivité et sa neutralité. »

## Cristallisation de la discipline et distinctions avec des sciences connexes
Elle constitue une science innovante émergente et ses contours tendent à se cristalliser notamment par une approche méthodologique générale sur les « techniques d'investigation » communes aux différents champs d'application. Science expérimentale elle ne s'envisage que comme appliquée. 
Science appliquée, elle n'est pas une épistémologie ni une sociologie. Elle se distingue de la criminalistique et des études de renseignement. Elle embrasse un large spectre de métiers où l’enquête est centrale. 
Bien qu'ayant des traits communs avec la médecine légale et les sciences cognitives, la forensique ne se confond pas avec ces disciplines. 

## Professions
Hormis dans le monde de la recherche où se développent des recherches interdisciplinaires en science forensique, les spécialistes en forensique sont généralement :  
- policiers,
- médecins,
- informaticiens (en sécurité des systèmes d'informations particulièrement),
- financiers (consultants forensiques dans des cabinets, auditeurs forensiques dans des institutions comme l'AMF, analystes forensiques des organisations comme l'OCDE), ingénieurs de la police scientifique (recrutés spécifiquement pour ce type de compétences),
- agents de renseignements,
- architectes[8] pour analyser, par exemple, les traces des conflits dans les villes en guerre (l'une des nombreuses séquelles de guerre).
- physiciens, chimistes, toxicologues, écotoxicologues, biologistes et écologues pour la « forensie environnementale » destinée à évaluer les pollutions et leurs évolutions par « vieillissement » du milieu et/ou du polluant dans ce milieu (les molécules de dégradation d'un polluant, ou certains composés des métaux sont parfois beaucoup plus toxiques et/ou écotoxiques que la molécule-mère, ou agiront en synergie avec d'autres molécules). Cette discipline s'appuie sur les métiers de l'analyse par spectroscopie infrarouge (IR), chromatographie en phase gazeuse (CG), chromatographie liquide (LC), immuno-essai, analyse isotopique, etc.
- géologues[9].